# Andrew Williams (Politiker, 1828)

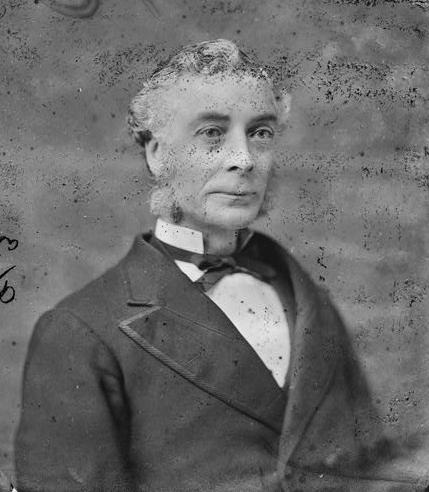
Andrew Williams

Andrew Williams (* 27. August 1828 in Ormstown, Kanada; † 6. Oktober 1907 in Plattsburgh, New York) war ein US-amerikanischer Politiker. Zwischen 1875 und 1879 vertrat er den Bundesstaat New York im US-Repräsentantenhaus.

## Werdegang
Andrew Williams genoss eine bescheidene Schulbildung. Danach ging er kaufmännischen Geschäften nach. Er wanderte 1852 in die Vereinigten Staaten ein und ließ sich in Plattsburgh im Clinton County nieder. Zwischen 1863 und 1865 ging er der Herstellung von Nägeln nach. Danach verfolgte er den Abbau von Eisenerz, war im Bauholzhandel tätig und in der Herstellung von Hufeisennägeln und Waggons. Er gehörte 1881 zu den Gründern der Iron National Bank in Plattsburgh, wo er dort bis 1888 als deren Präsident diente. Politisch gehörte er der Republikanischen Partei an.
Bei den Kongresswahlen des Jahres 1874 für den 44. Kongress wurde Williams im 18. Wahlbezirk von New York in das US-Repräsentantenhaus in Washington, D.C. gewählt, wo er am 4. März 1875 die Nachfolge von William A. Wheeler antrat. Er wurde einmal wiedergewählt. Da er auf eine erneute Kandidatur im Jahr 1878 verzichtete, schied er nach dem 3. März 1879 aus dem Kongress aus.
Er saß zwei Jahre lang im Board of Supervisors von Dannemora und vertrat Plattsburgh eine Anzahl von Jahren in einer ähnlichen Stellung. Zwischen 1889 und 1902 war er Superintendent der Wasserwerke von Plattsburgh. Man wählte ihn 1890 zum County Treasurer. Er wurde in den Jahren 1893, 1896, 1899, 1902 und 1905 wiedergewählt. Darüber hinaus war er Mitglied im Bildungsausschuss. Am 6. Oktober 1907 verstarb er in Plattsburgh und wurde dann auf dem Riverside Cemetery beigesetzt.